# Batalla de Bonchurch
La batalla de Bonchurch tuvo lugar a finales de julio de 1545 en Bonchurch, en la isla de Wight. La batalla fue la parte más amplia de la Guerra italiana de 1542-1546, y la batalla tuvo lugar durante la invasión francesa de la isla de Wight. Los dos combatientes fueron Inglaterra y Francia. Inglaterra venció en la batalla, y el avance francés a través de la isla de Wight se detuvo.

## Antecedentes
La Guerra italiana de 1542-1546 se produjo porque las disputas entre el sacro emperador romano, Carlos V, y el rey de Francia, Francisco I no habían sido resueltas en la Guerra italiana de 1536-1538, y que tuvo como resultado una nueva guerra entre Francia, con la ayuda del Imperio otomano y Jülich-Cleves-Berg, y el Sacro Imperio Romano, aliado con el Reino de Inglaterra, España, Sajonia y Brandeburgo. Después de dos años de lucha, Carlos V y Enrique VIII de Inglaterra invadieron Francia. El 17 de agosto los imperiales tomaban Saint Dizier y el 14 de septiembre de 1544, las fuerzas inglesas capturaron Boulogne. Unos días después Francisco I y el emperador firmaban la Paz de Crépy. Francia trató de volver a capturar la ciudad de Boulogne el 9 de octubre, pero fracasó. Las conversaciones de paz para poner fin a la lucha entre Inglaterra y Francia no dieron ningún resultado positivo, en parte porque Enrique VIII se negó a considerar la posibilidad de devolver la ciudad. Como resultado del fracaso de la diplomacia para devolver Boulogne a Francia, Francisco I decidió invadir Inglaterra, en espera de que Enrique VIII devolviera Boulogne a Francia a cambio de que las fuerzas francesas salieran de Inglaterra. Unos 30.000 hombres y una flota de unos 400 barcos franceses fueron reunidos para aquel propósito. La flota partió de El Havre, el 16 de julio.
El 18 de julio, el compromiso de hostilidad de los barcos franceses e ingleses por la costa inglesa marcó el inicio de la batalla del Solent. Ese día, los barcos ingleses, más numerosos, se retiraron. Los ingleses confiaban en atraer a los franceses a los escollos y los estrechos canales de Spithead, pero los franceses querían atacar a los ingleses en aguas de mar abierto, en la zona oriental, donde los navíos ingleses podrían ser rodeados y aniquilados. Tentaron a los barcos ingleses a abandonar su posición defensiva, y con la participación de un mayor número de buques franceses, los franceses decidieron invadir la isla de Wight y la quema de sus edificios y cultivos. Francia esperaba que los residentes de la isla de Wight les apoyaran, y se rebelaran contra Inglaterra, y la isla de Wight se podría utilizar una base para atacar a los ingleses. Las tropas francesas desembarcaron en la isla de Wight el 21 de julio. Inglaterra se preparó para oponerse a esta invasión.
El plan para el avance de los soldados franceses en Bonchurch podría haber sido quemar Wroxall y Appuldurcombe, capturar y consolidar una posición en las colinas de St Boniface Down, y luego avanzar hacia Sandown, combinando con un desembarco francés allí.
El área alrededor de Bonchurch se convirtió en importante por derecho propio porque Dunnose Point, cerca de Bonchurch, ofreció un fondeadero seguro para las naves francesas. También había fuentes de agua dulce cerca, que podrían ser utilizados para su uso por los soldados y marineros de la flota.

## Preludio
Las tropas francesas desembarcaron en tres lugares de la costa de la isla de Wight, y el número total de soldados franceses que fueron desembarcados fue de 2000. Bonchurch fue uno de los tres lugares donde desembarcaron las tropas francesas, y el número de soldados que desembarcaron en Bonchurch se cree que es alrededor de 500. El desembarco no tuvo resistencia y las fuerzas francesas comenzaron a avanzar hacia el interior, hasta empinadas laderas densamente arboladas. La milicia de la isla de Wight, sin embargo, aprendió acerca de la invasión francesa muy rápidamente. 300 soldados de la milicia, bajo el mando del capitán Robert Fyssher, esperaban en St Boniface Down el avance francés en Monks Bay.

## Los combates
Los informes de los combates son confusos, y por lo tanto, no existe una versión completa de la batalla. Sin embargo, la batalla podría haber tenido lugar en la madrugada (el día de la batalla se desconoce), y duró hasta el mediodía. Algunos registros de la batalla afirman que algunas mujeres de la isla de Wight participaron en la batalla disparando flechas a los franceses. El desarrollo de la Marina Real Británica en la base permanente de Portsmouth considera que los ingleses ganaron la batalla.

### ¿Los franceses ganaron la batalla?
Una fuente de información afirma que los franceses ganaron la batalla de Bonchurch. Esta fuente dice que las fuerzas inglesas que se oponían a los franceses no eran milicianos locales, sino milicianos de Hampshire. Las fuerzas inglesas asumieron una posición defensiva, un hecho que es acordado por otra fuente de los combates, y fueron flanqueados por acantilados y bosques. Según esta fuente, el número de tropas inglesas era 2800. El primer ataque francés fue repelido, y Le Seigneur de Tais, el comandante de las fuerzas francesas que participaban en la batalla, reunió sus tropas. Un segundo ataque francés contra las fuerzas inglesas se puso en marcha, con las fuerzas francesas dispuestas en "antena", una formación de combate. La fuente llega a la conclusión de su descripción de los combates diciendo que, después de fuertes bajas y de ser presionados por ambas partes, la línea inglesa se rompió y la milicia huyó como resultado del segundo ataque de los franceses. La fuente también afirma que el capitán Robert Fyssher, que otra fuente de información dice que mandaba las fuerzas inglesas durante la batalla, informa que gritaba, con la milicia en retirada, que ofrecía 100 libras para cualquiera que pudiera poner un caballo a su disposición, porque era demasiado gordo para correr. Una frase grabada de John Oglander dice que "pero ninguno [caballo] podría, incluso habiendo un reino". El capitán nunca fue visto de nuevo, y la fuente dice que fue asesinado, o capturado y luego enterrado en el mar.

## Consecuencias
Las bajas fueron duras por ambas partes. La batalla tuvo como resultado la finalización de la invasión francesa de la isla de Wight. Otra escaramuza tuvo lugar en Bonchurch varios días después de la batalla, cuando las fuerzas intervinientes inglesas se enfrentaron a los hombres que habían desembarcado de los barcos franceses en retirada de Portsmouth en busca de agua. Un alto comandante francés, Chevalier D'Aux fue asesinado como resultado de la escaramuza.
La victoria inglesa en Bonchurch sólo tuvo un efecto marginal en el curso de la Guerra italiana de 1542-1546, debido al hecho de que en la batalla sólo participara un número muy reducido de hombres en relación con el número de hombres que se dedicaban a lo largo de la totalidad la guerra. El hecho de que sólo tuviera un impacto marginal también se debe al hecho de que, si los franceses hubieran capturado la isla de Wight, es poco probable que la captura hubiese afectado drásticamente al curso de la guerra, porque no eran más importantes que los territorios que estaban siendo disputados. La isla de Wight se podría haber utilizado para apoyar operaciones francesas contra Inglaterra, de haber sido tomada la isla; Claude d'Annebault, comandante de la armada francesa, afirmó que "teniendo [la isla de Wight] bajo nuestro control, [los franceses] podríamos dominar Portsmouth... Y así poner al enemigo bajo gastos extraordinarios en el mantenimiento de un ejército y marina permanentes con el que contenernos". Aunque algunas fuentes que la victoria en Bonchurch fue la que provocó la retirada de los franceses de la isla de Wight, la fuente de información que establece que los franceses ganaron la batalla dice que la lucha contra Bembridge era lo que los obligó a los franceses a abandonar la isla.
La ciudad de Boulogne permanecería en poder inglés, hasta su cesión a Francia a cambio de 400 000 ducados en mayo de 1550.